# Líderes en PER de la NBA
El PER (Player Efficiency Rating) es una estadística avanzada usada en la NBA, para medir el rendimiento de un jugador. Es un cálculo complejo usando cada una de las estadísticas individuales.
Kareem Abdul-Jabbar, es el jugador que más veces ha liderado esta estadística, hasta en 9 ocasiones. Por detrás de él, Wilt Chamberlain, Michael Jordan y LeBron James con 8, 7 y 6 veces respectivamente.
La valoración más alta conseguida, está en posesión de Nikola Jokić con un 32,92 en la temporada 2021-22.

## Temporadas

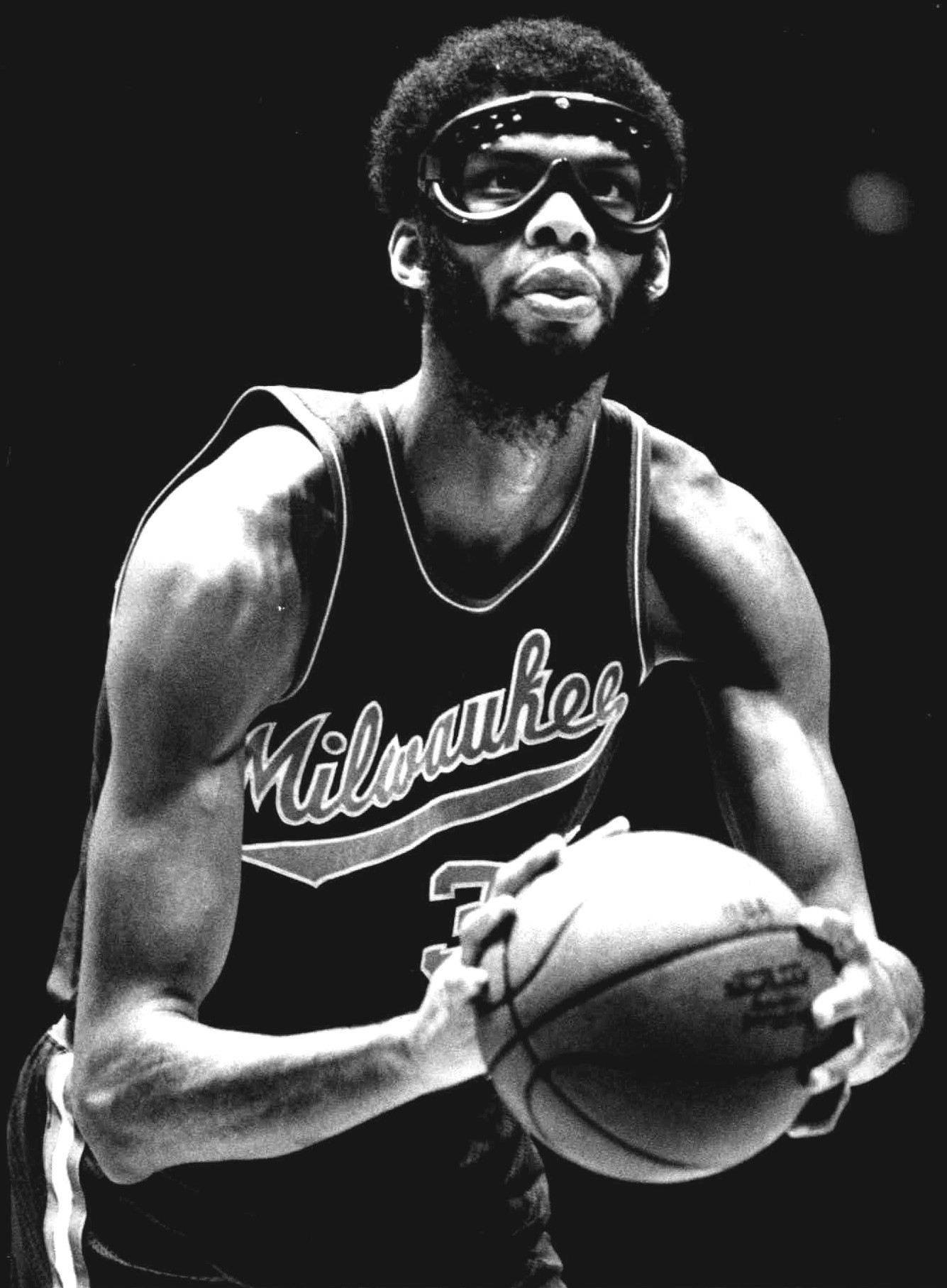
Abdul-Jabbar fue líder en 9 ocasiones.

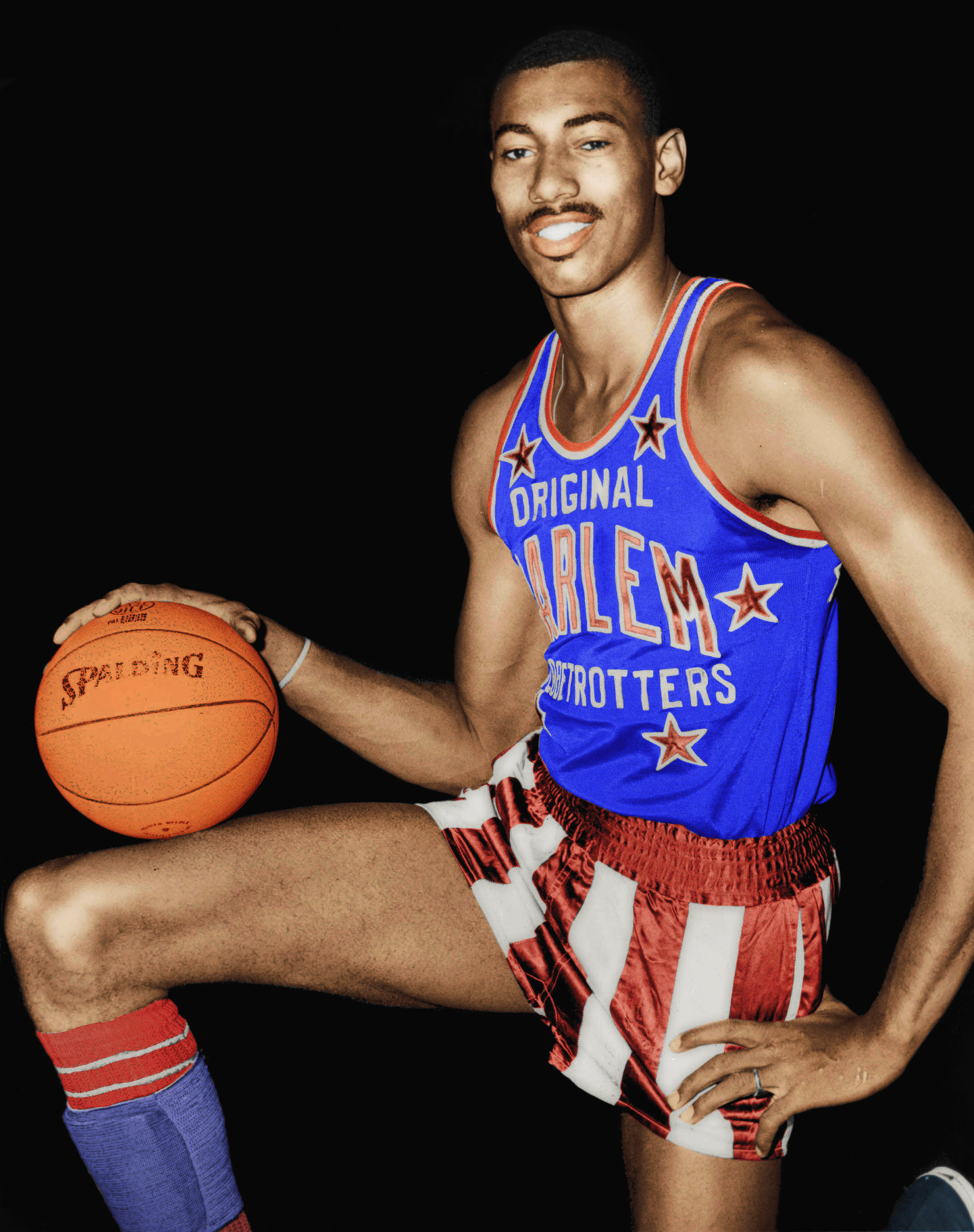
Chamberlain fue líder en 8 ocasiones.

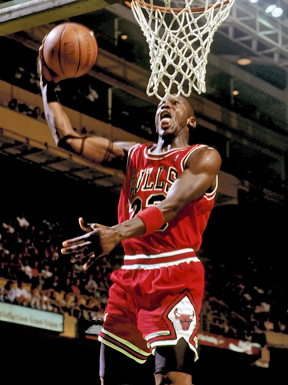
Jordan fue líder en 7 ocasiones.

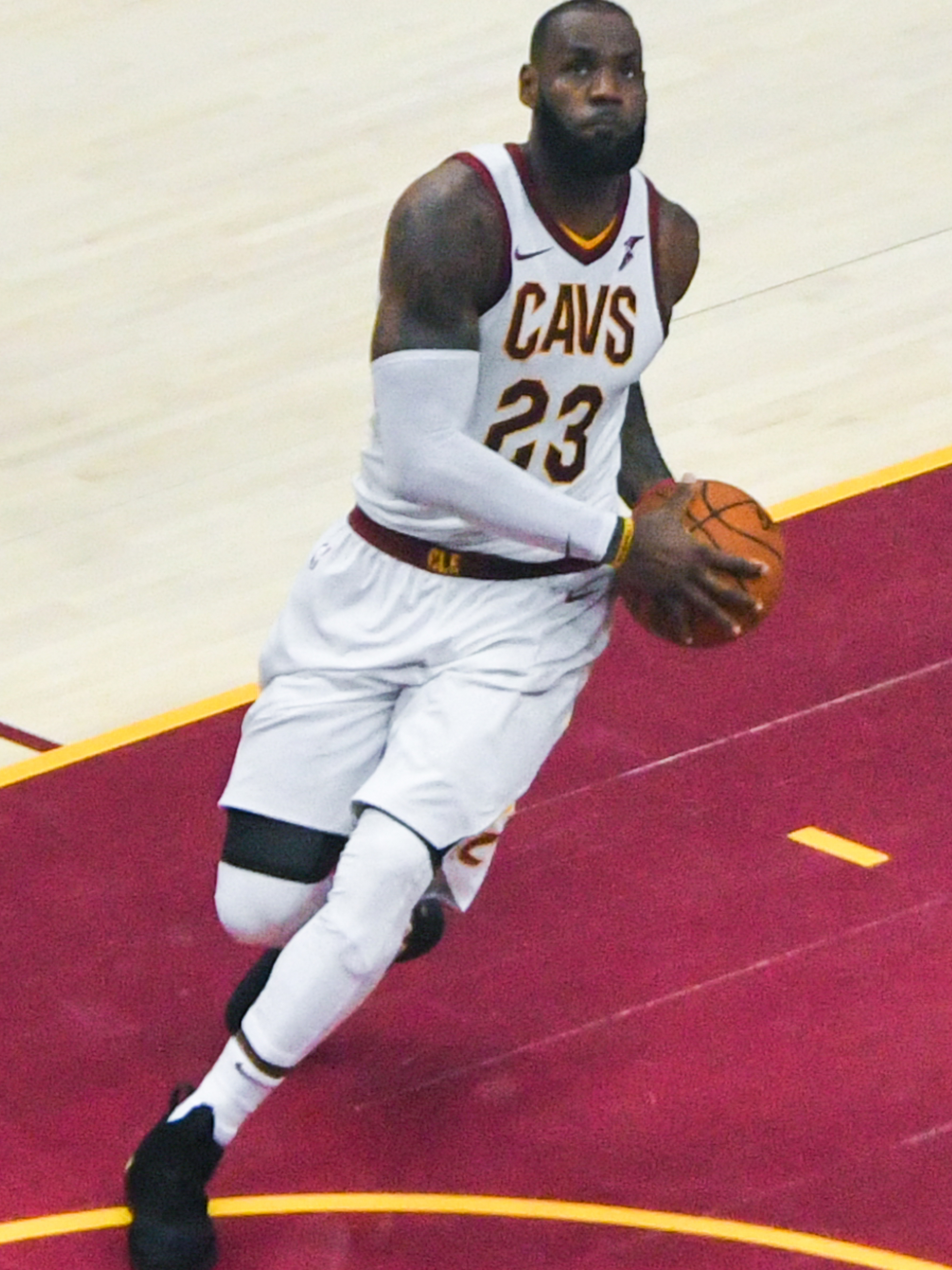
James ha sido líder en 6 ocasiones.

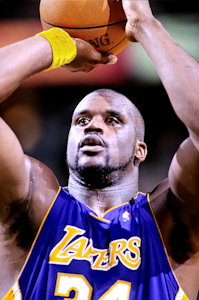
O'Neal fue líder en 5 ocasiones.

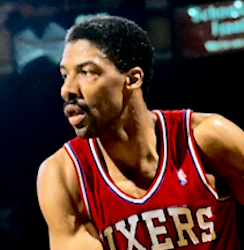
Erving (Dr. J) fue líder en 5 ocasiones.

|  |  | Jugador activo en la NBA                    |
|  |  | Jugador miembro del Basketball Hall of Fame |

| Temp.   | Liga | Jugador               | PER   |
| ------- | ---- | --------------------- | ----- |
| 2024-25 | NBA  | Nikola Jokić          | 32.04 |
| 2023-24 | NBA  | Nikola Jokić          | 30.97 |
| 2022-23 | NBA  | Nikola Jokić          | 31.51 |
| 2021-22 | NBA  | Nikola Jokić          | 32.92 |
| 2020-21 | NBA  | Nikola Jokić          | 31.26 |
| 2019-20 | NBA  | Giannis Antetokounmpo | 31.91 |
| 2018-19 | NBA  | Giannis Antetokounmpo | 30.90 |
| 2017-18 | NBA  | James Harden          | 29.83 |
| 2016-17 | NBA  | Russell Westbrook     | 30.63 |
| 2015-16 | NBA  | Stephen Curry         | 31.46 |
| 2014-15 | NBA  | Anthony Davis         | 30.81 |
| 2013-14 | NBA  | Kevin Durant          | 29.82 |
| 2012-13 | NBA  | LeBron James          | 31.59 |
| 2011-12 | NBA  | LeBron James          | 30.74 |
| 2010-11 | NBA  | LeBron James          | 27.27 |
| 2009-10 | NBA  | LeBron James          | 31.11 |
| 2008-09 | NBA  | LeBron James          | 31.67 |
| 2007-08 | NBA  | LeBron James          | 29.14 |
| 2006-07 | NBA  | Dwyane Wade           | 28.91 |
| 2005-06 | NBA  | Dirk Nowitzki         | 28.06 |
| 2004-05 | NBA  | Kevin Garnett         | 28.20 |
| 2003-04 | NBA  | Kevin Garnett         | 29.44 |
| 2002-03 | NBA  | Tracy McGrady         | 30.27 |
| 2001-02 | NBA  | Shaquille O'Neal      | 29.68 |
| 2000-01 | NBA  | Shaquille O'Neal      | 30.23 |
| 1999-00 | NBA  | Shaquille O'Neal      | 30.65 |
| 1998-99 | NBA  | Shaquille O'Neal      | 30.55 |
| 1997-98 | NBA  | Shaquille O'Neal      | 28.79 |
| 1996-97 | NBA  | Karl Malone           | 28.90 |
| 1995-96 | NBA  | David Robinson        | 29.41 |
| 1994-95 | NBA  | David Robinson        | 29.13 |
| 1993-94 | NBA  | David Robinson        | 30.66 |
| 1992-93 | NBA  | Michael Jordan        | 29.70 |
| 1991-92 | NBA  | Michael Jordan        | 27.75 |
| 1990-91 | NBA  | Michael Jordan        | 31.63 |
| 1989-90 | NBA  | Michael Jordan        | 31.18 |
| 1988-89 | NBA  | Michael Jordan        | 31.14 |
| 1987-88 | NBA  | Michael Jordan        | 31.71 |
| 1986-87 | NBA  | Michael Jordan        | 29.78 |
| 1985-86 | NBA  | Larry Bird            | 25.61 |
| 1984-85 | NBA  | Larry Bird            | 26.54 |
| 1983-84 | NBA  | Adrian Dantley        | 24.64 |
| 1982-83 | NBA  | Moses Malone          | 25.12 |
| 1981-82 | NBA  | Moses Malone          | 26.77 |
| 1980-81 | NBA  | Kareem Abdul-Jabbar   | 25.48 |
| 1979-80 | NBA  | Julius Erving         | 25.36 |
| 1978-79 | NBA  | Kareem Abdul-Jabbar   | 25.47 |
| 1977-78 | NBA  | Kareem Abdul-Jabbar   | 29.22 |
| 1976-77 | NBA  | Kareem Abdul-Jabbar   | 27.80 |
| 1975-76 | NBA  | Kareem Abdul-Jabbar   | 27.21 |
| 1975-76 | ABA  | Julius Erving         | 28.68 |
| 1974-75 | NBA  | Kareem Abdul-Jabbar   | 26.36 |
| 1974-75 | ABA  | Julius Erving         | 26.18 |
| 1973-74 | NBA  | Bob McAdoo            | 24.65 |
| 1973-74 | ABA  | Julius Erving         | 25.69 |
| 1972-73 | NBA  | Kareem Abdul-Jabbar   | 28.45 |
| 1972-73 | ABA  | Julius Erving         | 27.66 |
| 1971-72 | NBA  | Kareem Abdul-Jabbar   | 29.94 |
| 1971-72 | ABA  | Artis Gilmore         | 26.58 |
| 1970-71 | NBA  | Kareem Abdul-Jabbar   | 28.95 |
| 1970-71 | ABA  | Zelmo Beaty           | 25.22 |
| 1969-70 | NBA  | Jerry West            | 24.64 |
| 1969-70 | ABA  | Spencer Haywood       | 28.00 |
| 1968-69 | NBA  | Jerry West            | 22.32 |
| 1968-69 | ABA  | Connie Hawkins        | 29.74 |
| 1967-68 | NBA  | Wilt Chamberlain      | 24.71 |
| 1967-68 | ABA  | Connie Hawkins        | 28.78 |
| 1966-67 | NBA  | Wilt Chamberlain      | 26.51 |
| 1965-66 | NBA  | Wilt Chamberlain      | 28.26 |
| 1964-65 | NBA  | Wilt Chamberlain      | 28.62 |
| 1963-64 | NBA  | Wilt Chamberlain      | 31.63 |
| 1962-63 | NBA  | Wilt Chamberlain      | 31.82 |
| 1961-62 | NBA  | Wilt Chamberlain      | 31.74 |
| 1960-61 | NBA  | Elgin Baylor          | 28.24 |
| 1959-60 | NBA  | Wilt Chamberlain      | 28.04 |
| 1958-59 | NBA  | Bob Pettit            | 28.20 |
| 1957-58 | NBA  | Bob Pettit            | 26.26 |
| 1956-57 | NBA  | Bob Pettit            | 28.07 |
| 1955-56 | NBA  | Bob Pettit            | 27.34 |
| 1954-55 | NBA  | Neil Johnston         | 25.41 |
| 1953-54 | NBA  | George Mikan          | 28.75 |
| 1952-53 | NBA  | George Mikan          | 28.51 |
| 1951-52 | NBA  | George Mikan          | 26.46 |

## Los más galardonados
| Veces | Jugador               |
| ----- | --------------------- |
| 9     | Kareem Abdul-Jabbar   |
| 8     | Wilt Chamberlain      |
| 7     | Michael Jordan        |
| 6     | LeBron James          |
| 5     | Shaquille O'Neal      |
| 5     | Julius Erving         |
| 5     | Nikola Jokić          |
| 4     | Bob Pettit            |
| 3     | David Robinson        |
| 3     | George Mikan          |
| 2     | Connie Hawkins        |
| 2     | Jerry West            |
| 2     | Moses Malone          |
| 2     | Larry Bird            |
| 2     | Kevin Garnett         |
| 2     | Giannis Antetokounmpo |

* En negrita, los jugadores en activo